# قطعنامه ۱۳۶۳ شورای امنیت
قطعنامه ۱۳۶۳ شورای امنیت سازمان ملل متحد که در تاریخ ۳۰ جولای ۲۰۰۱ تصویب شد، سندی بین‌المللی دربارهٔ اوضاع در افغانستان است. این قطعنامه طی نشست ۴۳۵۲ام با ۱۵ رای موافق، ۰ مخالف و ۰ ممتنع تصویب شد.